# Melanotis hypoleucus
Mimo-azul-e-branco ou mulato-de-peito-branco (Melanotis hypoleucus) é uma espécie de ave da família Mimidae.
Pode ser encontrada nos seguintes países: El Salvador, Guatemala, Honduras e México.
Os seus habitats naturais são: regiões subtropicais ou tropicais húmidas de alta altitude e florestas secundárias altamente degradadas.